# Byråchef
Byråchef är en titel på tjänsteman inom statlig förvaltning som traditionellt används på den som leder och ansvarar för arbetet inom en byrå samt föredrar ärenden inför verkschefen. Den statliga förvaltningen har numera varierande benämningar på sina enhetschefer.
Byråchef är en högre tjänst än byrådirektör.